# Compagnie Financière Tradition
Die Compagnie Financière Tradition (CFT) mit Sitz in Lausanne ist ein international tätiges Schweizer Finanzunternehmen und der weltweit drittgrösste Broker im Bereich OTC gehandelter Instrumente.
Das an der SIX Swiss Exchange kotierte Unternehmen ist in 29 Ländern vertreten und beschäftigt rund 2'300 Mitarbeiter. 2019 erwirtschaftete CFT einen Umsatz von 924 Millionen Schweizer Franken. Die Firma gehört zu den 500 grössten Familienunternehmen der Welt.

## Geschichte
Compagnie Financière Tradition wurde 1959 vom Lausanner André Lévy gegründet. Dieser verkaufte 1986 die Firma an die französische Gruppe Pallas, welche später zur Gruppe Pallas-Stern wurde, Mitte der 1990er Jahre aber Konkurs ging. In der Folge wurde CFT an die französische Gruppe Viel & Cie. verkauft, welche ihrerseits bereits 1979 als kleinster französischer Broker von Patrick Combes übernommen worden war.